# 400 meter för damer i friidrott vid olympiska sommarspelen 2012
Damernas 400 meter vid olympiska sommarspelen 2012, i London i Storbritannien avgjordes den tredje, fjärde och femte augusti på Londons Olympiastadion. Tävlingen inleddes med en försöksomgång där alla deltagare försökte att kvalificera sig till det efterföljande steget i tävlingen. Efter försöksomgången hölls semifinaler och till sist finalen där 8 idrottare deltog. Christine Ohuruogu från Storbritannien var regerande mästare efter att hon i Peking 2008 vunnit finalen.

## Medaljörer
| Event     | Guld                    | Guld                    | Silver                            | Silver                            | Brons              | Brons              |
| 400 meter | Sanya Richards-Ross USA | Sanya Richards-Ross USA | Christine Ohuruogu Storbritannien | Christine Ohuruogu Storbritannien | DeeDee Trotter USA | DeeDee Trotter USA |

## Rekord
Före tävlingarna gällde dessa rekord:
| Världsrekord (WR)     | Marita Koch (GDR)      | 47,60         | Canberra, Australien | 6 oktober 1985 | [ 4 ] |
| Olympiskt rekord (OR) | Marie-José Pérec (FRA) | 48,25         | Atlanta, USA         | 29 juli 1996   | [ 5 ] |
| Världsårsbästa (WL)   | ej fastställt          | ej fastställt | ej fastställt        | ej fastställt  |       |

## Program
Tider anges i lokal tid, det vill säga västeuropeisk sommartid (UTC+1).
3 augusti
- 12:00 – Försök

4 augusti
- 20:05 – Semifinal

5 augusti
- 21:10 – Final

## Resultat
- Q innebär avancemang utifrån placering i heatet.
- q innebär avancemang utifrån total placering.
- DNS innebär att personen inte startade.
- DNF innebär att personen inte fullföljde.
- DQ innebär diskvalificering.
- NR innebär nationellt rekord.
- OR innebär olympiskt rekord.
- WR innebär världsrekord.
- WJR innebär världsrekord för juniorer
- AR innebär världsdelsrekord (area record)
- PB innebär personligt rekord.
- SB innebär säsongsbästa.

### Försöksomgång
Den inledande försöksomgången avgjordes den 3 augusti. Totalt deltog 49 kvinnor uppdelade i sju heat. De tre bästa i varje heat (21 stycken) samt de tre bästa tiderna (det vill säga totalt 24 stycken) gick vidare till semifinal.
| Ranking | Heat | Namn                     | Nation                         | Tid     | Noteringar |
| ------- | ---- | ------------------------ | ------------------------------ | ------- | ---------- |
| 1       | 2    | Amantle Montsho          | Botswana                       | 50,40   | Q          |
| 2       | 5    | Antonina Krivosjapka     | Ryssland                       | 50.75   | Q          |
| 3       | 1    | Francena McCorory        | USA                            | 50.78   | Q          |
| 4       | 1    | Christine Ohuruogu       | Storbritannien                 | 50.80   | Q          |
| 5       | 3    | DeeDee Trotter           | USA                            | 50.87   | Q          |
| 6       | 6    | Novlene Williams-Mills   | Jamaica                        | 50.88   | Q          |
| 7       | 3    | Rosemarie Whyte          | Jamaica                        | 50.90   | Q          |
| 8       | 2    | Christine Day            | Jamaica                        | 51.05   | Q          |
| 9       | 6    | Natalija Pihida          | Ukraina                        | 51.09   | Q, PB      |
| 10      | 7    | Regina George            | Nigeria                        | 51.24   | Q          |
| 11      | 7    | Julija Gusjtjina         | Ryssland                       | 51.54   | Q          |
| 12      | 4    | Sanya Richards-Ross      | USA                            | 51.78   | Q          |
| 13      | 1    | Joy Nakhumicha Sakari    | Kenya                          | 51.85   | Q, SB      |
| 14      | 3    | Jenna Martin             | Kanada                         | 51.98   | Q          |
| 14      | 7    | Marlena Wesh             | Haiti                          | 51.98   | Q          |
| 16      | 2    | Shana Cox                | Storbritannien                 | 52.01   | Q          |
| 17      | 5    | Alina Lohvijnenko        | Ukraina                        | 52.08   | Q          |
| 18      | 1    | Joanne Cuddihy           | Irland                         | 52.09   | q          |
| 19      | 2    | Aliann Pompey            | Guyana                         | 52.10   | q, =SB     |
| 20      | 3    | Omolara Omotosho         | Nigeria                        | 52.11   | q          |
| 21      | 6    | Libania Grenot           | Italien                        | 52.13   | Q          |
| 22      | 4    | Carol Rodríguez          | Puerto Rico                    | 52.19   | Q          |
| 23      | 5    | Lee McConnell            | Storbritannien                 | 52.23   | Q          |
| 24      | 4    | Tjipekapora Herunga      | Namibia                        | 52.31   | Q          |
| 25      | 4    | Pınar Saka               | Turkiet                        | 52.38   |            |
| 26      | 4    | Svjatlana Usovitj        | Belarus                        | 52.40   |            |
| 27      | 3    | Raysa Sánchez            | Dominikanska republiken        | 52.47   |            |
| 28      | 6    | Joelma Sousa             | Brasilien                      | 52.69   |            |
| 29      | 6    | Bianca Răzor             | Rumänien                       | 52.83   |            |
| 30      | 5    | Moa Hjelmer              | Sverige                        | 52.86   |            |
| 31      | 7    | Amy Mbacke Thiam         | Senegal                        | 53.23   |            |
| 32      | 1    | Geisa Aparecida Coutinho | Brasilien                      | 53.43   |            |
| 33      | 7    | Olesea Cojuhari          | Moldavien                      | 53.64   |            |
| 34      | 1    | Marina Maslenko          | Kazakstan                      | 53.66   |            |
| 35      | 3    | Aauri Lorena Bokesa      | Spanien                        | 53.67   |            |
| 36      | 4    | Phumlile Ndzinisa        | Swaziland                      | 53.95   |            |
| 37      | 5    | Ambwene Simukonda        | Malawi                         | 54.20   | NR         |
| 38      | 2    | Afia Charles             | Antigua och Barbuda            | 54.25   |            |
| 39      | 5    | Danielle Alakija         | Fiji                           | 56.77   |            |
| 40      | 7    | Graciela Martins         | Guinea-Bissau                  | 58.30   |            |
| 41      | 6    | Maziah Mahusin           | Brunei                         | 59.28   | NR         |
| 42      | 2    | Ingrid Yahoska Narvaez   | Nicaragua                      | 59.55   | =SB        |
| 43      | 4    | Hristina Risteska        | Makedonien                     | 1.00,86 |            |
| 44      | 3    | Zourah Ali               | Djibouti                       | 1.05,37 |            |
| 45      | 1    | Zamzam Mohamed Farah     | Somalia                        | 1.20,48 |            |
| –       | 7    | Jennifer Padilla         | Colombia                       | –       | DQ         |
| –       | 6    | Kineke Alexander         | Saint Vincent och Grenadinerna | –       | DNF        |
| –       | 2    | Shaunae Miller           | Bahamas                        | –       | DNF        |
| –       | 5    | Kanika Beckles           | Grenada                        | –       | DNS        |

### Semifinaler
Semifinalerna hölls den 4 augusti.

#### Heat 1
| Placering | Namn                  | Nationalitet   | Tid   | Noteringar |
| --------- | --------------------- | -------------- | ----- | ---------- |
| 1         | Sanya Richards-Ross   | USA            | 50,07 | Q          |
| 2         | Christine Ohuruogu    | Storbritannien | 50.22 | Q, SB      |
| 3         | Rosemarie Whyte       | Jamaica        | 50.98 | q          |
| 4         | Julija Gusjtjina      | Ryssland       | 51.66 |            |
| 5         | Joanne Cuddihy        | Irland         | 51.88 |            |
| 6         | Tjipekapora Herunga   | Namibia        | 52.53 |            |
| 7         | Jenna Martin          | Kanada         | 52.83 |            |
| 8         | Joy Nakhumicha Sakari | Kenya          | 52.95 |            |

#### Heat 2
| Placering | Namn              | Nationalitet   | Tid   | Noteringar |
| --------- | ----------------- | -------------- | ----- | ---------- |
| 1         | Amantle Montsho   | Botswana       | 50,15 | Q          |
| 2         | Francena McCorory | USA            | 50.19 | Q          |
| 3         | Libania Grenot    | Italien        | 51.18 |            |
| 4         | Christine Day     | Jamaica        | 51.19 |            |
| 5         | Regina George     | Nigeria        | 51.35 |            |
| 6         | Alina Lohvijnenko | Ukraina        | 51.38 |            |
| 7         | Aliann Pompey     | Guyana         | 52.58 |            |
| 8         | Shana Cox         | Storbritannien | 52.58 |            |

#### Heat 3
| Placering | Namn                   | Nationalitet   | Tid   | Noteringar |
| --------- | ---------------------- | -------------- | ----- | ---------- |
| 1         | Antonina Krivosjapka   | Ryssland       | 49.81 | Q          |
| 2         | DeeDee Trotter         | USA            | 49.87 | Q, SB      |
| 3         | Novlene Williams-Mills | Jamaica        | 49.91 | q          |
| 4         | Omolara Omotosho       | Nigeria        | 51.41 |            |
| 5         | Natalija Pihida        | Ukraina        | 51.41 |            |
| 6         | Carol Rodríguez        | Puerto Rico    | 52.08 |            |
| 7         | Lee McConnell          | Storbritannien | 52.24 |            |
| 8         | Marlena Wesh           | Haiti          | 52.49 |            |

### Final
Finalen ägde rum den 5 augusti.
| Placering | Bana | Namn                   | Nationalitet   | Tid   | Noteringar |
| --------- | ---- | ---------------------- | -------------- | ----- | ---------- |
| 1         | 6    | Sanya Richards-Ross    | USA            | 49,55 |            |
| 2         | 8    | Christine Ohuruogu     | Storbritannien | 49,70 | SB         |
| 3         | 4    | DeeDee Trotter         | USA            | 49,72 | SB         |
| 4         | 7    | Amantle Montsho        | Botswana       | 49,75 |            |
| 5         | 2    | Novlene Williams-Mills | Jamaica        | 50,11 |            |
| 6         | 5    | Antonina Krivosjapka   | Ryssland       | 50,17 |            |
| 7         | 9    | Francena McCorory      | USA            | 50,33 |            |
| 8         | 3    | Rosemarie Whyte        | Jamaica        | 50,79 |            |